# Headwaters Relief Organization
Headwaters Relief Organization — некоммерческая общественная организация, оказывающая помощь пострадавшим в стихийных бедствиях в США и других странах мира. Работа организации финансируется добровольными пожертвованиями. Headwaters Relief Organization организует набор волонтёров для оказания помощи по восстановлению домов, повреждённых при катастрофе, и психологической помощи пострадавшим. Headwaters Relief Organization является членом Национальной организации волонтёров в борьбе со стихийными бедствиями. Основателем и исполнительным директором организации является доктор психологии Ребекка Томли. Штаб-квартира организации расположена в городе Голден-Вэлли, штат Миннесота.
Организация начала работу в 2005 году после урагана Катрина в Новом Орлеане, где она занималась уборкой территории и восстановлением повреждённых зданий. В 2007 году волонтёры организации основали центр психологической помощи. Центр предлагает бесплатные консультации по вопросам психологической помощи и при необходимости даёт направление в другие центры помощи.
На территории США организация оказывала помощь пострадавшим от ураганов Катрина и Сэнди. Волонтёры организации работали над устранением последствий стихийных бедствий в Миннесоте, Новом Орлеане, Оклахоме, Северной Дакоте, Нью-Йорке и других районах страны. В 2010 году Headwaters Relief Organization занималась устранением последствия землетрясения на Гаити и психологической помощью пострадавшим. В 2013 году организация занималась помощью жертвам тайфуна Хайян на Филиппинах.